# 水酸化コバルト(II)
水酸化コバルト(II)（すいさんかこばると(II)、Cobalt(II) hydroxide）は、化学式が Co(OH)2 と表されるコバルトの水酸化物である。水にはほとんど溶けない。普通水酸化コバルトと言うとこの物質を指すが、同じコバルトの水酸化物の水酸化コバルト(III)（化学式 Co(OH)3）を指すこともある。通常は安定しているが、空気、酸化剤の影響で水酸化コバルト(III)に酸化されることもある。強熱分解すると、コバルト酸化物の金属ヒュームを発生する。刺激性もあり、危険。そのため、密栓して保管する必要がある。

## 合成
青色およびバラ色の多形が存在し、1%のグルコースを含むコバルト(II)塩水溶液に水酸化ナトリウム水溶液を加えると青色の水酸化コバルト(II)が沈殿し、0℃に冷却した水酸化カリウム水溶液に強力に撹拌しながら硝酸コバルト(II)水溶液を加えると、バラ色の水酸化コバルト(II)が沈殿する。バラ色のほうがやや安定である。
{\displaystyle {\ce {Co^{2+}\ + 2OH^{-}-> Co(OH)2(s)}}}

## 反応・性質
バラ色のものは六方晶系の水酸化カドミウム型構造をとり、その格子定数はa = 3.173Å、c = 4.640Åである。
水酸化コバルト(II)の溶解度積は 1.3×10-15 程度であり、コバルト(II)塩水溶液からは pH=7.5 付近より塩基性で沈殿を生成する。希酸に容易く溶けてコバルトイオンCo2+を生成し、希アルカリにはほとんど溶解しないが濃厚なアルカリ水溶液中では青紫色のヒドロキシ錯体を生成して溶解する。
{\displaystyle {\ce {Co(OH)2\ + 2OH^{-}->\ [Co(OH)4]^{2-}}}}
酸化剤に反応し、水酸化コバルト(III)になる。その標準酸化還元電位は以下の通りである。
{\displaystyle {\ce {Co(OH)2\ +OH^{-}->Co(OH)3\ +{\mathit {e}}^{-}}}}
{\displaystyle {\ce {Co(OH)3\ +{\mathit {e}}^{-}\ \rightleftarrows \ Co(OH)2\ +OH^{-}\ ,}}}　E°= 0.17 V

## 利用
ニッケル・水素蓄電池の電極材料への添加剤に利用。